# Jubileiny
Jubileiny (russisch Юбилейный) ist ein Stadtteil der Stadt Koroljow in der Oblast Moskau mit 33.237 Einwohnern (Stand 14. Oktober 2010). Bis 1992 hieß der Ort Bolschewo und von 1992 bis 2014 war Jubileiny eine eigenständige Stadt.

## Geschichte
Erste Erwähnungen eines Orts namens Bolschewo, der sich auf dem Gebiet des heutigen Jubileiny befand, gehen auf das 16. Jahrhundert zurück. Im 18. Jahrhundert entstanden dort mehrere Textilmanufakturen. Im 19. Jahrhundert wurden eine Grundschule errichtet und zwei Eisenbahnstrecken realisiert. Zwischen 1924 und 1937 war Bolschewo der Sitz einer offenen Arbeitskolonie der sowjetischen Geheimpolizei OGPU, die mehr als 1000 straffällig gewordene Jugendliche umfasste. Zwischen 1939 und 1946 war Bolschewo der Standort einer militärischen Ingenieurakademie. Anschließend war ein Raumfahrt- und Raketenforschungszentrum des sowjetischen Verteidigungsministeriums dort angesiedelt (siehe Aktion Ossawakim), sowie der Kommando- und Messkomplex für Satelliten.
Seit den 1950er Jahren wurden in Bolschewo geschlossene Siedlungen der Strategischen Raketentruppen eingerichtet – in späteren Jahren auch unter dem Namen Bolschewo-1 geführt –, die bis 1989 bestanden. Am 25. Mai 1992 wurde der Ort in Jubileiny umbenannt und erhielt die Stadtrechte. Im Jahr 2004 gab es ein Referendum über einen möglichen Zusammenschluss mit der Nachbarstadt Koroljow, aber die Mehrheit entschied sich für eine weitere Eigenständigkeit ihrer Stadt. 2014 wurden die beiden Städte jedoch vereinigt.

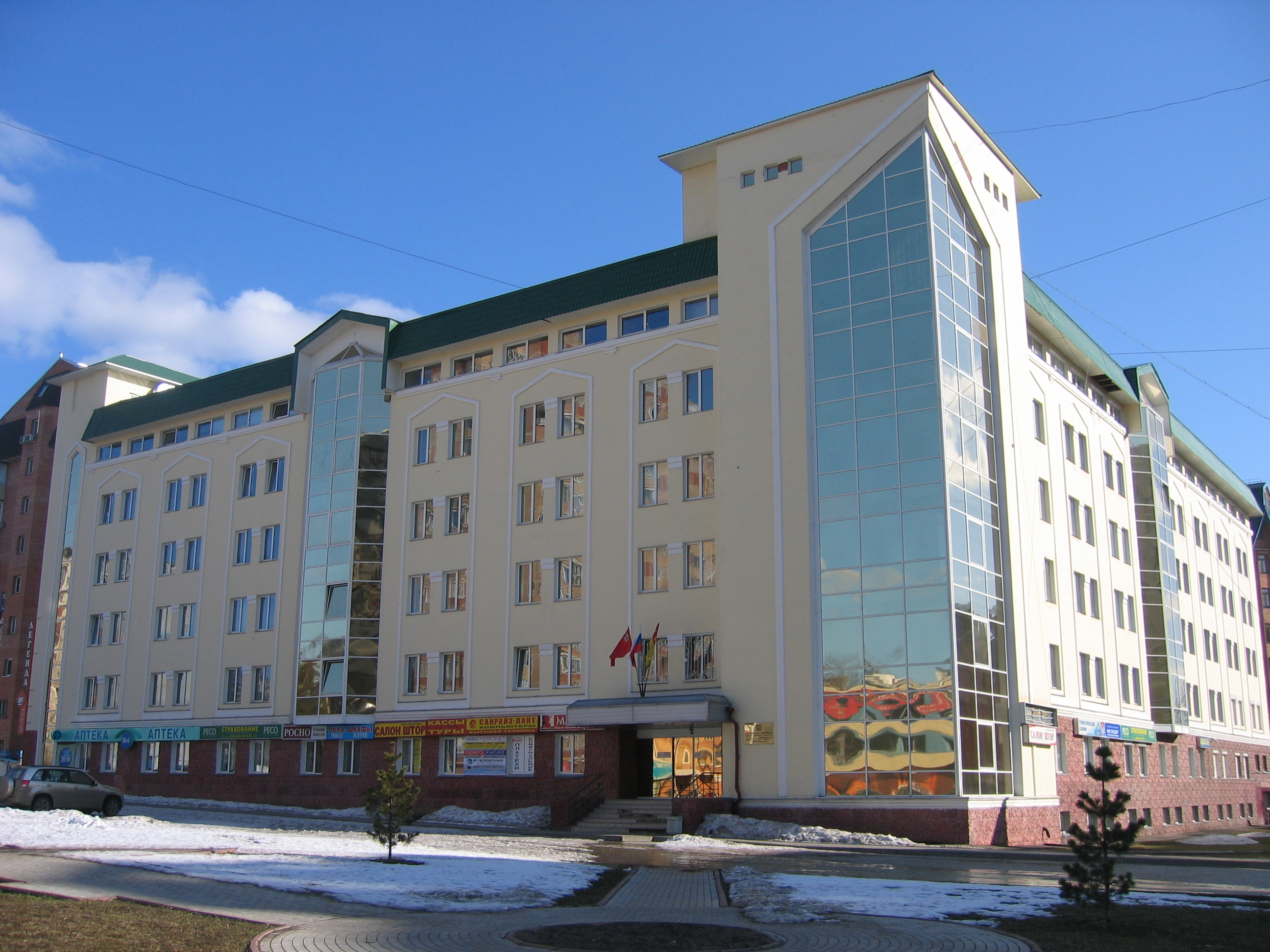
Gebäude der Stadtverwaltung
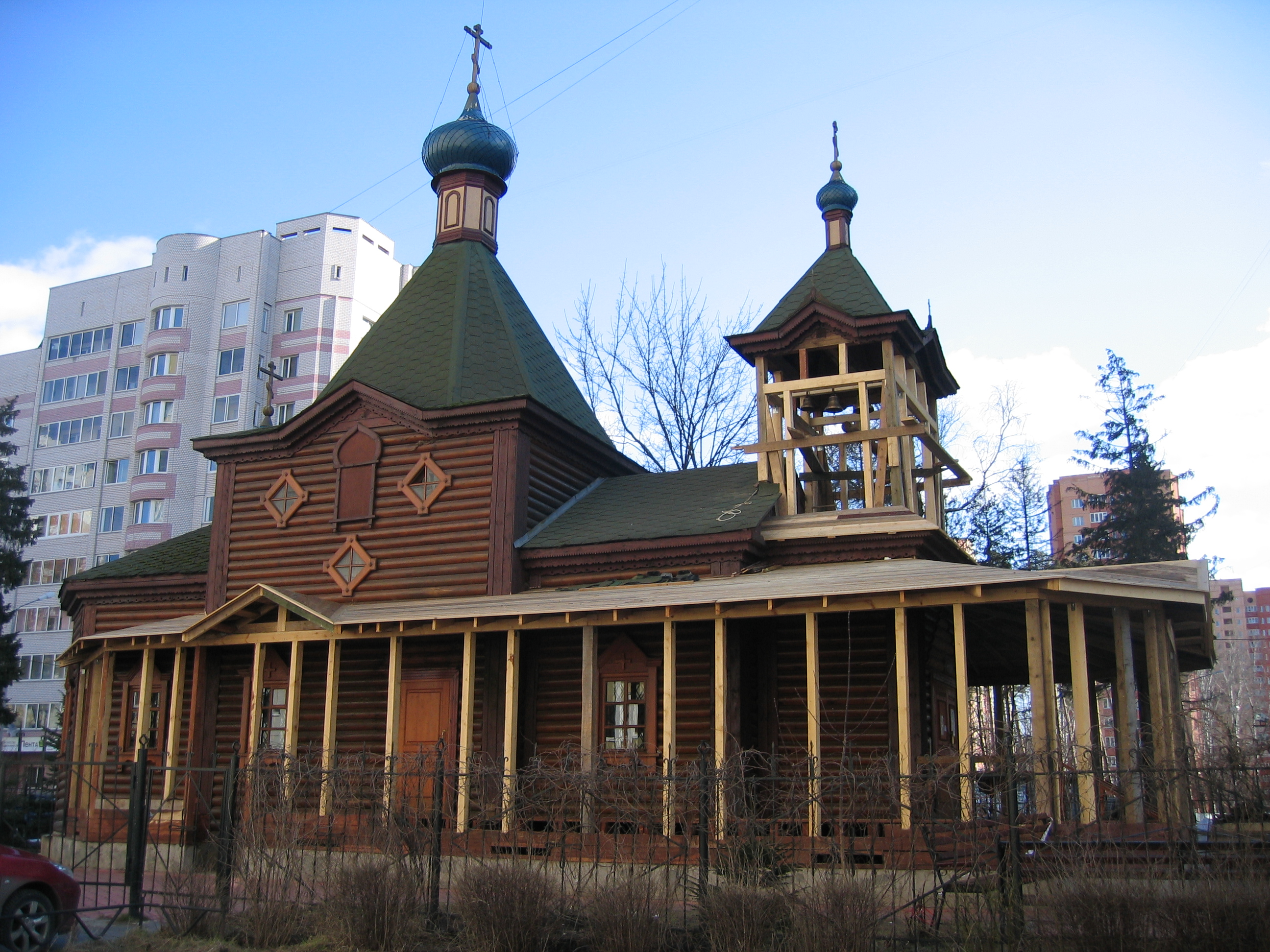
Kirche des Hl. Seraphim von Sarow in Jubileiny

### Einwohnerentwicklung
- 1996: 26.500
- 2000: 27.500
- 2004: 31.000
- 2008: 32.300

## Wirtschaft und Kultur
Die Stadt besitzt Konfektionsindustrie und Baustoffunternehmen. Jubileiny ist Truppenstandort und ein Zentrum von Militär und Weltraumforschung.
In Jubileiny gibt es Volkstheater und eine Kunstschule.